# ایستگاه راه‌آهن خیابان کویین گلاسکو
ایستگاه راه‌آهن خیابان کویین گلاسکو (به انگلیسی: Glasgow Queen Street railway station) یک ایستگاه راه‌آهن در گلاسکو، اسکاتلند است.
این ایستگاه که در سال ۱۸۴۲ تأسیس شده جزئی از خط کلاید شمالی، خط هایلند غربی و خط اصلی هایلند است.

## نگارخانه

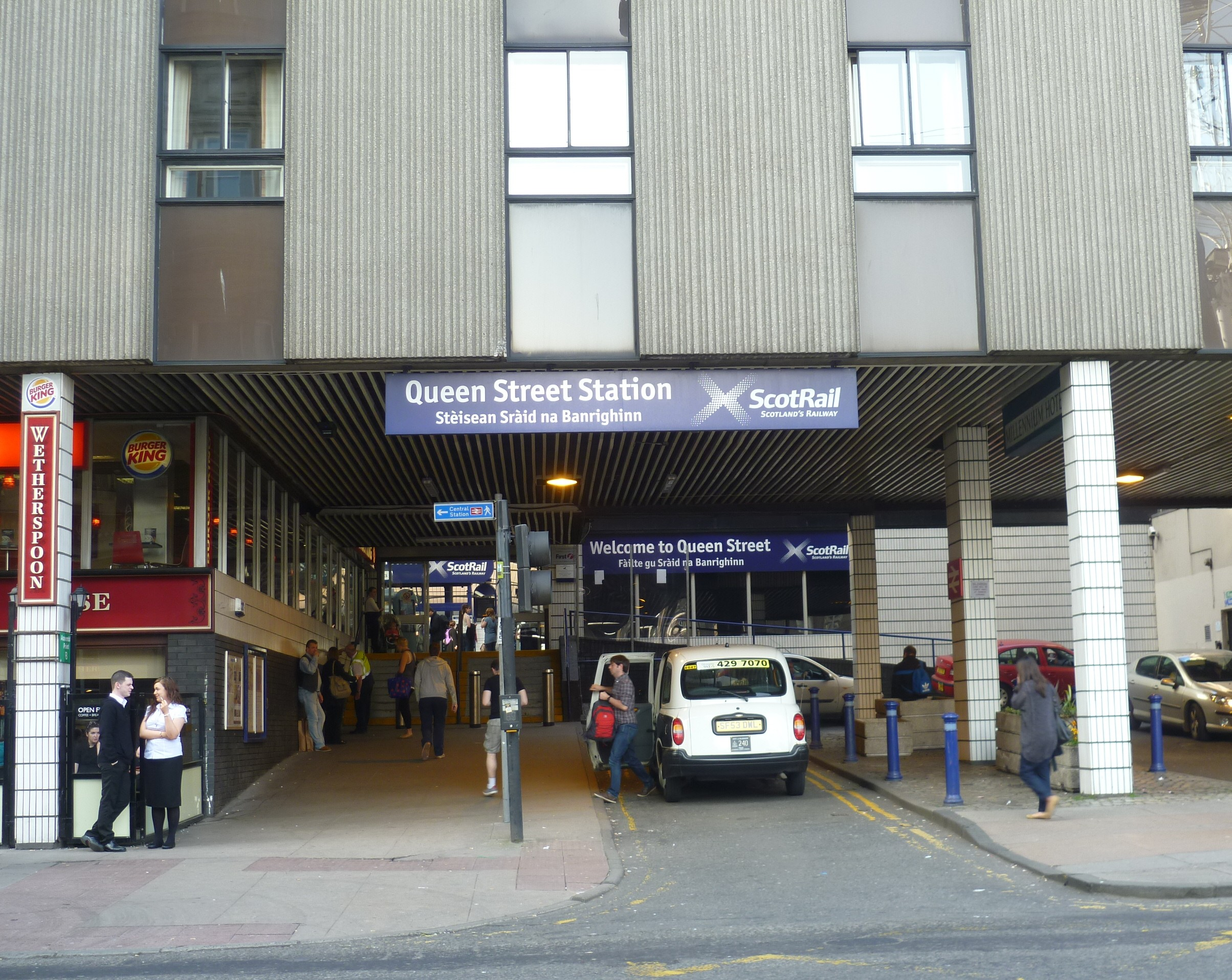
Station entrance, George Street
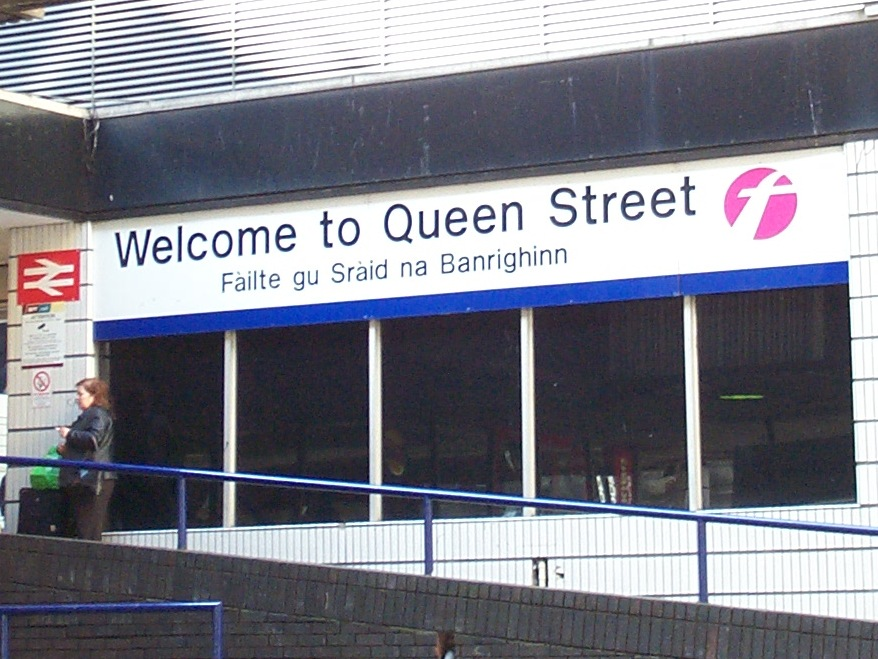
Bilingual sign: English: "Welcome to Queen Street"; Gaelic: "Fàilte gu Sràid na Banrighinn".
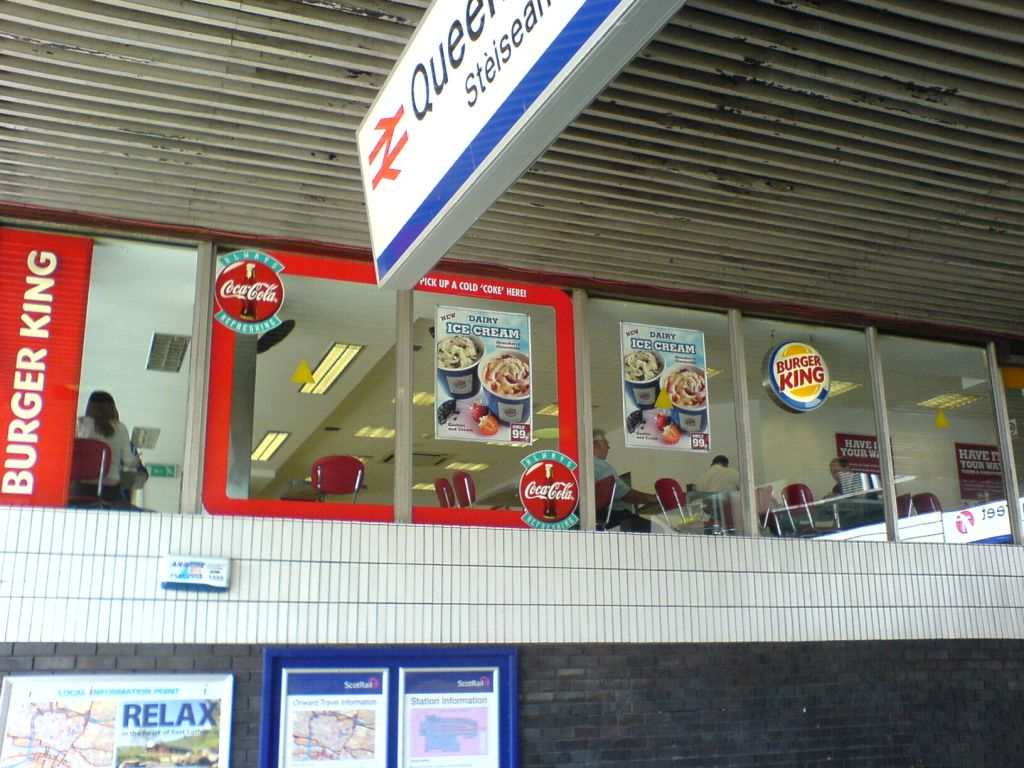
George St entrance to the station, showing one of the food outlets
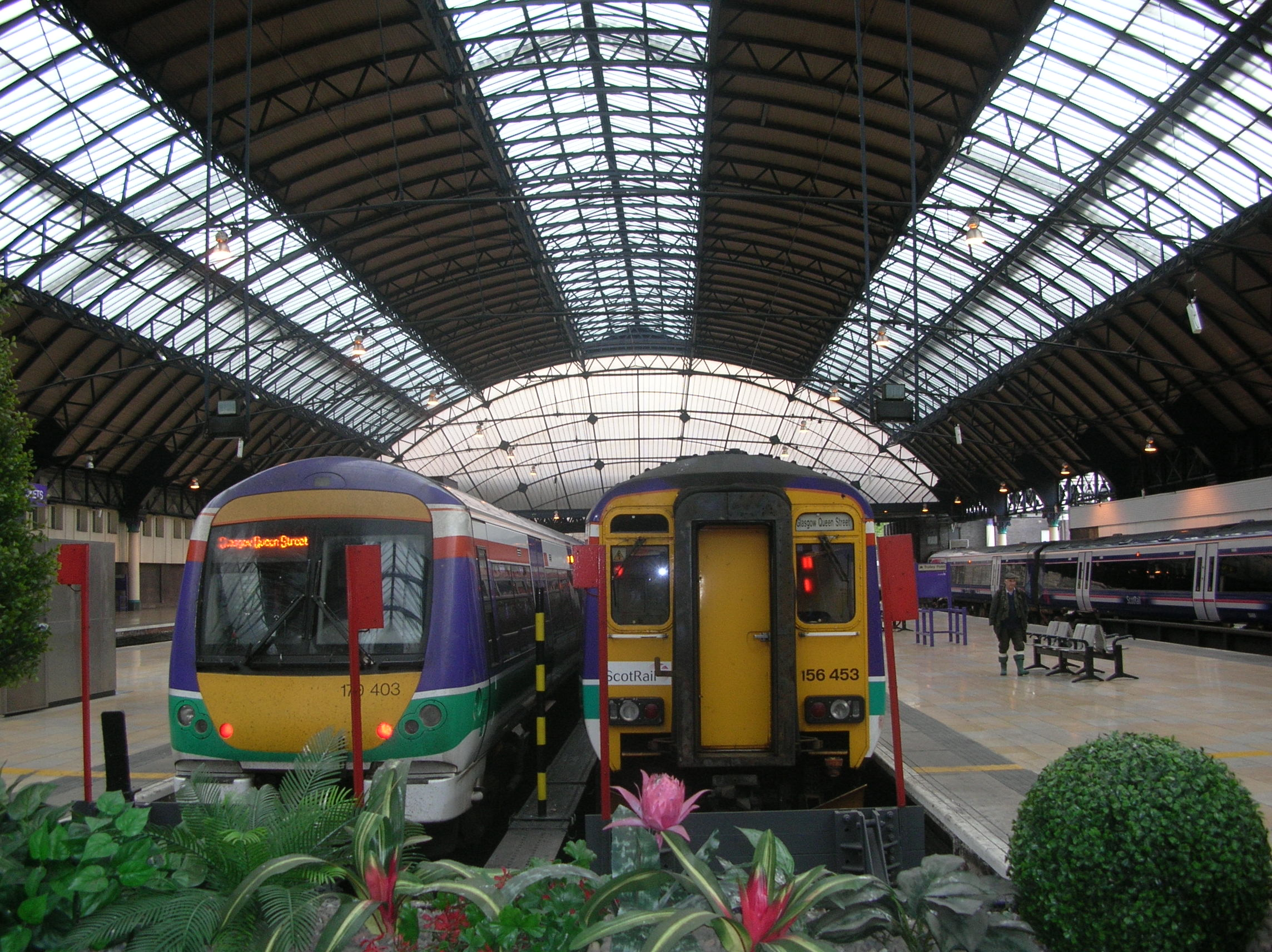
High platforms with two First ScotRail trains (Class 170 and Class 156)
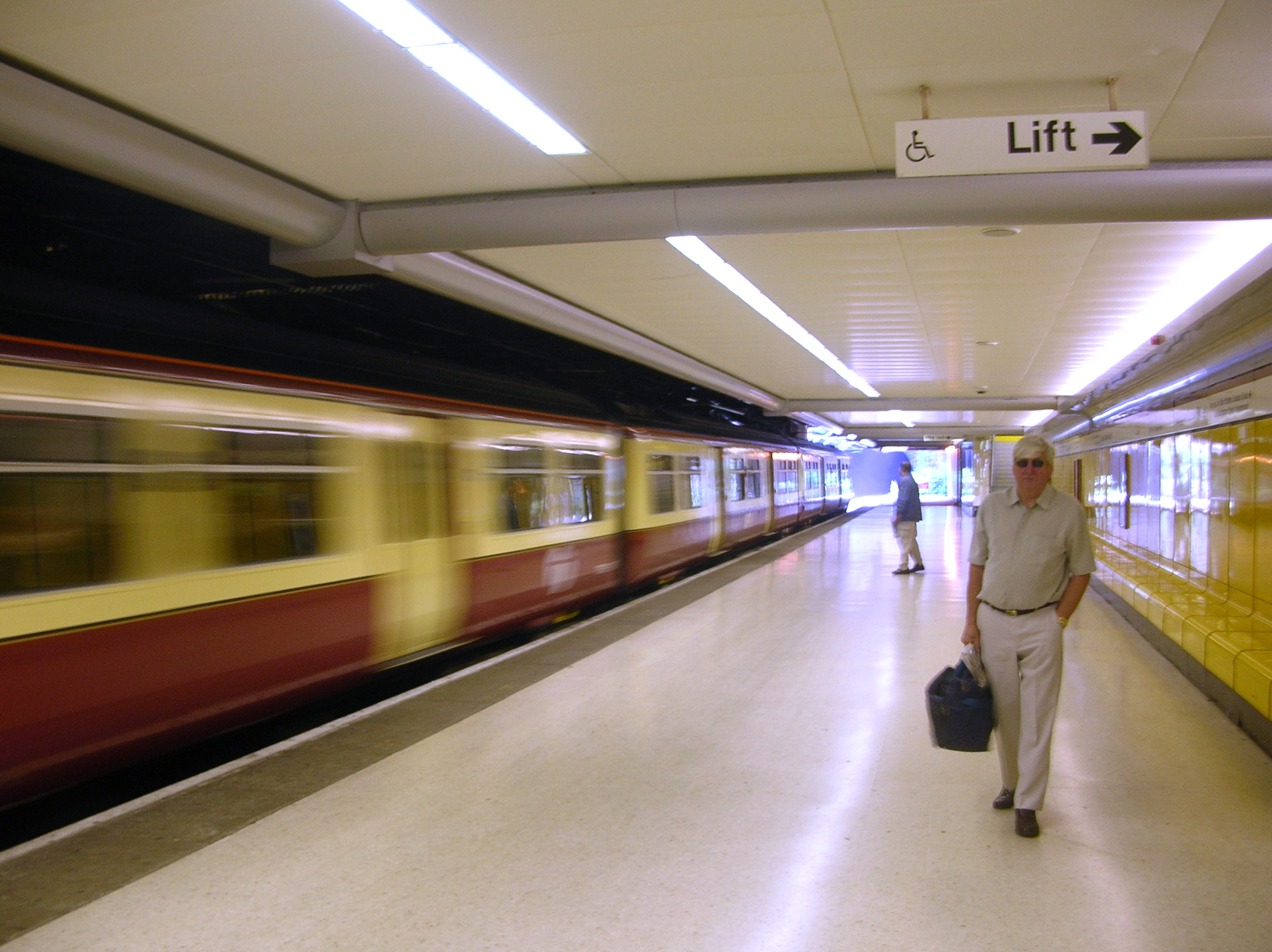
A Class 320 train leaves the low level station (photo taken before 2014 redevelopment)